# Seven Network

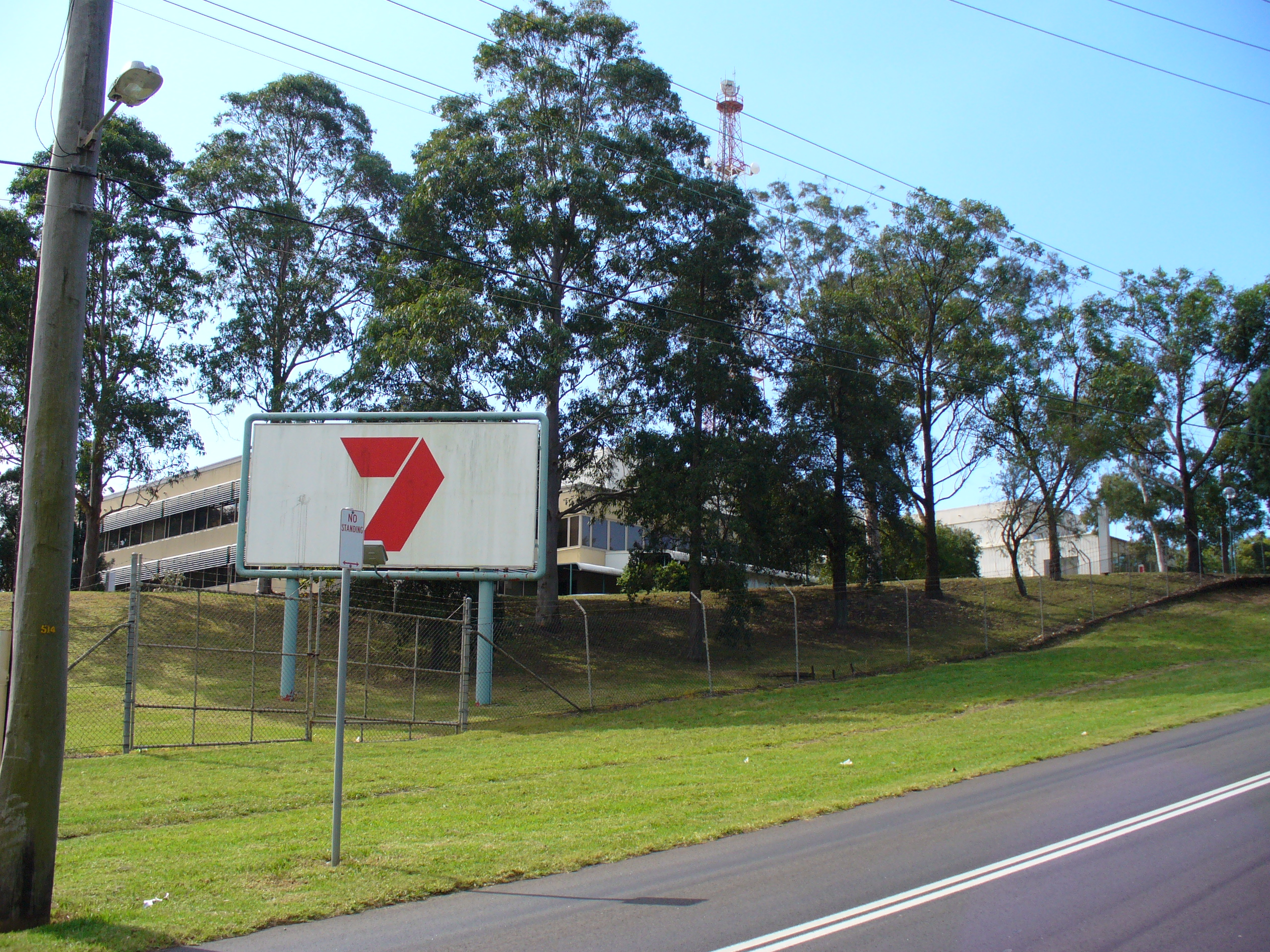
Het gebied waarin de televisiestudio`s staan

Seven Network is een Australisch televisienetwerk. Het heeft meer zenders met gecombineerde populaire dekking dan elk ander free-to-air netwerk in Australië. Het moederbedrijf is in de recente geschiedenis gegroeid tot een verscheiden mediabedrijf. Het netwerk is het grootste in Australië.

## Geschiedenis
- 1956 - Op 2 december wordt Seven voor het eerst bereikbaar in Sydney en Melbourne.
- 2004 - Het netwerk heeft tegenvallende kijkcijfers.
- 2005 - Na het slechte jaar 2004, bereikt de zender nu hogere kijkcijfers.

## Voetnoten
1. ↑   Broadcasting Services Act 1992 Section 30 Schedule. Australian Communications and Media Authority. Geraadpleegd op 6 juni 2007.